# Liste der Baudenkmäler in Rieden (bei Kaufbeuren)

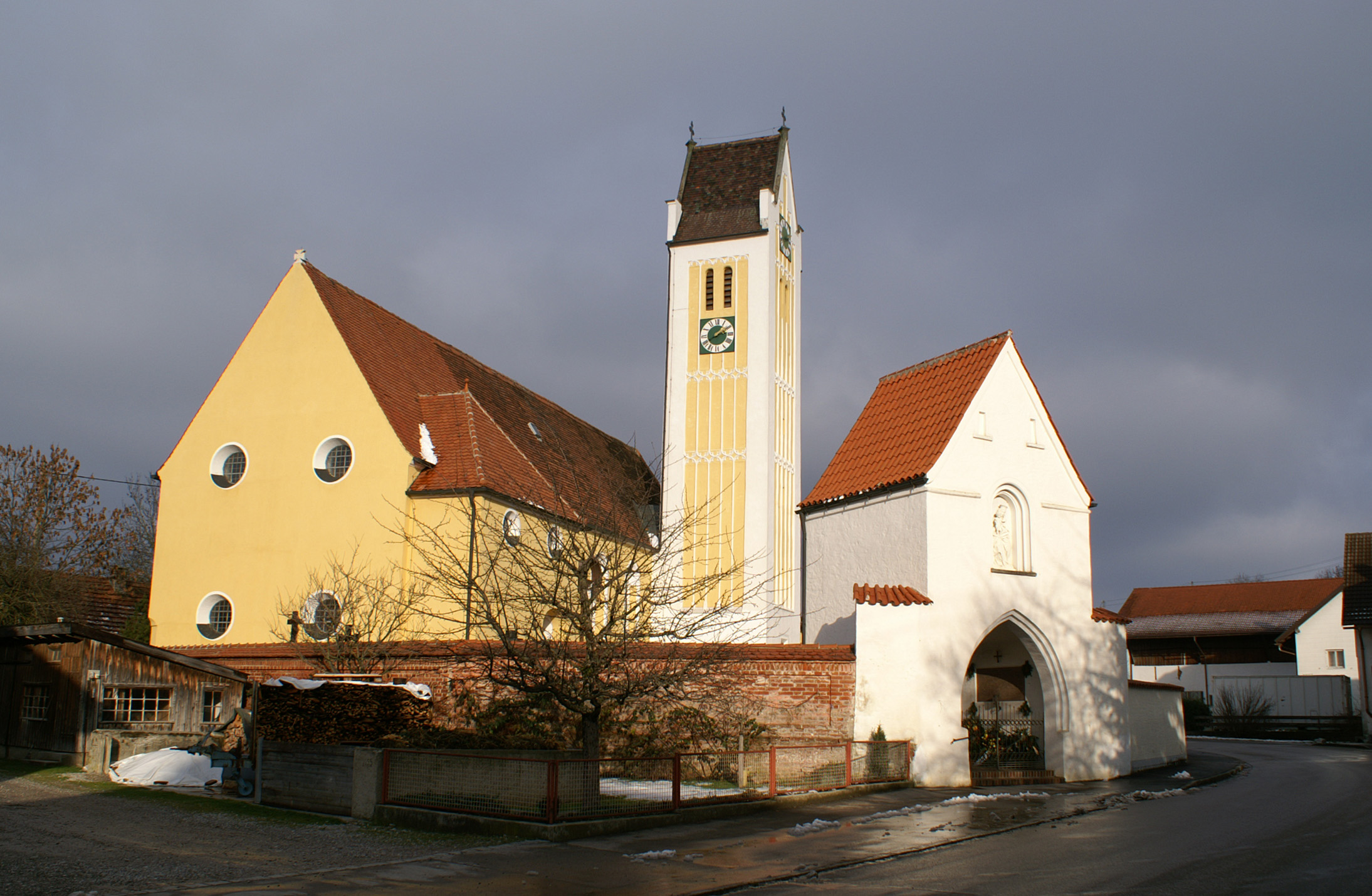
Kirche St. Martin mit Torturm in Rieden

Auf dieser Seite sind die Baudenkmäler in der schwäbischen Gemeinde Rieden zusammengestellt. Diese Tabelle ist eine Teilliste der Liste der Baudenkmäler in Bayern. Grundlage ist die Bayerische Denkmalliste, die auf Basis des Bayerischen Denkmalschutzgesetzes vom 1. Oktober 1973 erstmals erstellt wurde und seither durch das Bayerische Landesamt für Denkmalpflege geführt wird. Die folgenden Angaben ersetzen nicht die rechtsverbindliche Auskunft der Denkmalschutzbehörde.

## Baudenkmäler nach Ortsteilen

### Rieden
| Lage                                                             | Objekt                                   | Beschreibung                                                                        | Akten-Nr.    | Bild                             |
| ---------------------------------------------------------------- | ---------------------------------------- | ----------------------------------------------------------------------------------- | ------------ | -------------------------------- |
| Dorfstraße 10 (Standort)                                         | Pfarrhaus                                | mit Mansard-Walmdach und angebautem Wirtschaftsteil, 1793                           | D-7-77-164-1 | Pfarrhaus                        |
| Ketterschwanger Straße 5 (Standort)                              | Bauernhaus                               | Mitterstallbau, mit Stuckdekor um die Fenster, um 1840                              | D-7-77-164-2 | Bauernhaus                       |
| Ketterschwanger Straße 13 (Standort)                             | Bauernhaus                               | Mitterstallbau mit Bundwerkkniestock, 1. Drittel 19. Jahrhundert                    | D-7-77-164-3 | Bauernhaus                       |
| Ketterschwanger Straße 17 (Standort)                             | Katholische Pfarrkirche St. Martin       | Chor und Turm um 1472, Langhaus 17. Jahrhundert, Verlängerung 1925; mit Ausstattung | D-7-77-164-4 | weitere Bilder                   |
| Ketterschwanger Straße 17 (Standort)                             | Torturm der Friedhofsbefestigung         | mit Satteldach, Ende 15. Jahrhundert, seltene Anlage                                | D-7-77-164-5 | Torturm der Friedhofsbefestigung |
| auf dem Lindenberg, ca. 600 m südöstlich des Ortes (Standort)    | Marienkapelle (sogenanntes Rid-Monument) | turmartiger Bau, 1848; mit Ausstattung                                              | D-7-77-164-6 | weitere Bilder                   |
| ca. 1,5 km nordöstlich im Wald, neben der Bahnstrecke (Standort) | Grenzstein                               | 18. Jahrhundert                                                                     | D-7-77-164-7 | BW                               |

## Ehemalige Baudenkmäler
In diesem Abschnitt sind Objekte aufgeführt, die früher einmal in der Denkmalliste eingetragen waren, jetzt aber nicht mehr. Objekte, die in anderem Zusammenhang also z. B. als Teil eines Baudenkmals weiter eingetragen sind, sollen hier nicht aufgeführt werden. Aktennummern in diesem Abschnitt sind ehemalige, jetzt nicht mehr gültige Aktennummern.

| Lage                                     | Objekt           | Beschreibung | Akten-Nr.    | Bild |
| ---------------------------------------- | ---------------- | --- | ------------ | ---- |
| Rieden ca. 1,5 km nordöstlich im Wald () | zwei Grenzsteine | 18. Jahrhundert; offenbar bei Nachqualifizierung nicht gefunden (der dritte, dessen Standort bekannt ist, ist weiterhin als D-7-77-164-7 in der Denkmalliste eingetragen) | D-7-77-164-7 |      |